# Oscar al miglior cortometraggio
L'Oscar al miglior cortometraggio (Academy Award for Best Live Action Short Film) viene assegnato al cortometraggio votato come migliore dall'Academy of Motion Picture Arts and Sciences, cioè l'ente che assegna gli Academy Awards, i celebri premi conosciuti in Italia come premi Oscar.

## Vincitori e candidati
Vengono di seguito indicati in grassetto i vincitori. Ove ricorrente e disponibile, viene indicato il titolo in lingua italiana e quello in lingua originale tra parentesi. Gli anni indicati sono quelli in cui è stato assegnato il premio e non quello in cui è stato diretto il film.

### 1930
- 1937[1]
  - Bored of Education, regia di Gordon Douglas
  - Moscow Moods, regia di Fred Waller
  - Wanted, a Master, regia di Arthur J. Ornitz e Gunther von Fritsch

- 1938[2]
  - The Private Life of the Gannets, regia di Julian Sorell Huxley
  - A Night at the Movies, regia di Roy Rowland
  - Romance of Radium, regia di Jacques Tourneur

- 1939[3]
  - That Mothers Might Live, regia di Fred Zinnemann
  - The Great Heart, regia di David Miller
  - Timber Toppers, regia di De Leon Anthony

### 1940
- 1940[4]
  - Busy Little Bears, regia di John A. Haeseler
  - Information Please, regia di David Miller
  - Prophet without Honor, regia di Felix E. Feist
  - Sword Fishing, regia di De Leon Anthony

- 1941[5]
  - Quicker'n a Wink, regia di George Sidney
  - More about Nostradamus, regia di David Miller
  - London Can Take It!, regia di Humphrey Jennings e Harry Watt

- 1942[6]
  - Of Pups and Puzzles, regia di George Sidney
  - Army Champions, regia di Paul Vogel
  - Beauty and the Beach, regia di Leslie Roush
  - Down on the Farm, regia di Tex Avery e Lou Lilly
  - Forty Boys and a Song, regia di Irving Allen
  - Kings of the Turf, regia di Del Frazier
  - Sagebrush and Silver, regia di Frank Hurley

- 1943
  - Speaking of Animals and Their Families, regia di Robert Carlisle e Jerry Fairbanks
  - Desert Wonderland, regia di Russ Shields e Jack Kuhne
  - Marines in the Making, regia di Herbert Polesie
  - United States Marine Band, regia di Jean Negulesco

- 1944
  - Amphibious Fighters, regia di Jack Eaton
  - Cavalcade of Dance with Veloz and Yolanda, regia di Gordon Hollingshead
  - Champions Carry On, regia di Edmund Reek
  - Hollywood in Uniform, regia di Ralph Staub
  - Seeing Hands, regia di Gunther von Fritsch

- 1945
  - Who's Who in Animal Land, regia di Jerry Fairbanks
  - 50th Anniversary of Motion Pictures, regia di Ralph Staub
  - Blue Grass Gentlemen, regia di Edmund Reek
  - Movie Pests, regia di Will Jason
  - Jammin' the Blues, regia di Gordon Hollingshead

- 1946
  - Stairway to Light, regia di Sammy Lee
  - Along the Rainbow Trail, regia di Edmund Reek
  - Screen Snapshots' 25th Anniversary, regia di Ralph Staub
  - Story of a Dog, regia di Gordon Hollingshead
  - White Rhapsody, regia di Jack Eaton
  - Your National Gallery, regia di Thomas Mead

- 1947
  - Facing Your Danger, regia di Edwin E. Olsen
  - Dive-Hi Champs, regia di Jack Eaton
  - Golden Horses, regia di Edmund Reek
  - Smart as a Fox, regia di Saul Elkins
  - Sure Cures, regia di Dave O'Brien

- 1948
  - Goodbye, Miss Turlock, regia di Edward L. Cahn
  - Brooklyn, U.S.A., regia di Arthur Cohen
  - Moon Rockets, regia di Robert Carlisle
  - Now You See It, regia di Richard L. Cassell
  - So You Want to Be in Pictures, regia di Richard Bare

- 1949
  - Symphony of a City (Människor i stad), regia di Arne Sucksdorff
  - Annie Was a Wonder, regia di Edward L. Cahn
  - Cinderella Horse, regia di Gordon Hollingshead
  - So You Want to Be on the Radio, regia di Richard Bare
  - You Can't Win, regia di Dave O'Brien

### 1950
- 1950
  - Aquatic House-Party, regia di Jack Eato
  - Roller Derby Girl, regia di Justin Herman
  - So You Think You're Not Guilty, regia di Richard Bare
  - Spills and Chills, regia di Walton C. Ament
  - Water Trix, regia di Charles T. Trego

- 1951
  - Grandad of Races, regia di Gordon Hollingshead
  - Blaze Busters, regia di Robert Youngson
  - Wrong Way Butch, regia di Dave O'Brien

- 1952
  - Ridin' the Rails, regia di Jack Eaton
  - The Story of Time, regia di Robert G. Leffingwell
  - World of Kids, regia di Robert Youngson

- 1953
  - Light in the Window: The Art of Vermeer, regia di Boris Vermont
  - Athletes of the Saddle, regia di Jack Eaton
  - Desert Killer, regia di Gordon Hollingshead
  - Neighbours, regia di Norman McLaren
  - Royal Scotland, regia di Crown Film Unit

- 1954
  - The Merry Wives of Windsor Overture, regia di Johnny Green
  - Cristo tra i primitivi, regia di Vincenzo Lucci Chiarissi
  - Herring Hunt, regia di Boris Vermont
  - Joy of Living, regia di Jean Oser
  - Wee Water Wonders, regia di Jack Eaton

- 1955
  - This Mechanical Age, regia di Robert Youngson
  - The First Piano Quartette, regia di Otto Lang
  - The Strauss Fantasy, regia di Johnny Green

- 1956
  - Survival City, regia di Anthony Muto
  - 3rd Ave. El, regia di Carson Davidson
  - Gadgets Galore, regia di Robert Youngson
  - Three Kisses, regia di Justin Herman

- 1957
  - Crashing the Water Barrier, regia di Konstantin Kaiser
  - I Never Forget a Face, regia di Robert Youngson
  - Time Stood Still, regia di Cedric Francis

- 1958
  - The Wetback Hound, regia di Larry Lansburgh
  - A Chairy Tale, regia di Claude Jutra e Norman McLaren
  - City of Gold, regia di Wolf Koenig e Colin Low
  - Foothold on Antartica, regia di James Carr
  - Portugal, regia di Jean Paul Pilla

- 1959
  - Grand Canyon, regia di James Algar
  - Journey into Spring, regia di Ralph Keene
  - The Kiss, regia di Everett Chambers
  - Snows of Aorangi, regia di New Zealand Screen Board
  - T Is for Tumbleweed, regia di James A. Lebenthal

### 1960
- 1960
  - Histoire d'un poisson rouge, regia di Jacques-Yves Cousteau
  - Between the Tides, regia di Ralph Keene
  - Mysteries of the Deep, regia di Ben Sharpsteen
  - The Running Jumping & Standing Still Film, regia di Richard Lester e Peter Sellers
  - Skyscraper, regia di Shirley Clarke

- 1961
  - Day of the Painter, regia di Robert P. Davis
  - The Creation of Woman, regia di Charles F. Schwep
  - Islands of the Sea, regia di James Algar
  - A Sport Is Born, regia di Leslie Winik

- 1962
  - Seawards the Great Ships, regia di Hilary Harris
  - Ballon Vole, regia di Jean Dasque
  - The Face of Jesus, regia di John D. Jennings
  - Rooftops of New York, regia di Robert McCarty
  - Very Nice, Very Nice, regia di Arthur Lipsett

- 1963
  - Heureux Anniversaire, regia di Pierre Étaix
  - Big City Blues, regia di Charles Huguenot van der Linden
  - The Cadillac, regia di Robert Clouse
  - The Cliff Dwellers, regia di Hayward Anderson
  - Kort är sommaren, regia di Bjarne Henning-Jensen

- 1964
  - Un avvenimento sul ponte di Owl Creek (La rivière du hibou), regia di Robert Enrico
  - Koncert, regia di István Szabó
  - Home-Made Car, regia di James Hill
  - Six-Sided Triangle, regia di Christopher Miles
  - That's Me, regia di Walker Stuart

- 1965
  - Casals Conducts: 1964, regia di Larry Sturhahn
  - Help! My Snowman's Burning Down, regia di Carson Davidson
  - The Legend of Jimmy Blue Eyes, regia di Robert Clouse

- 1966
  - Le Poulet, regia di Claude Berri
  - Fortress of Peace, regia di John Fernhout
  - Skaterdater, regia di Noel Black
  - Snow, regia di Geoffrey Jones
  - Time Piece, regia di Jim Henson

- 1967
  - Wild Wings, regia di Edgar Anstey
  - Turkey the Bridge, regia di Derek Williams
  - The Winning Strain, regia di Leslie Winik

- 1968
  - A Place to Stand, regia di Christopher Chapman
  - Paddle to the Sea, regia di Bill Mason
  - Sky Over Holland, regia di John Fernhout
  - Stop, Look and Listen, regia di Len Janson e Chuck Menville

- 1969
  - Robert Kennedy Remembered, regia di Charles Guggenheim
  - De Düva: The Dove, regia di George Coe e Anthony Lover
  - Pas de deux, regia di Norman McLaren
  - Prelude, regia di John Astin

### 1970
- 1970
  - The Magic Machines, regia di Bob Curtis
  - Blake, regia di Bill Mason
  - People Soup, regia di Alan Arkin

- 1971
  - The Resurrection of Broncho Billy, regia di James R. Rokos
  - Shut Up... I'm Crying, regia di Robert Siegler
  - Sticky My Fingers... Fleet My Feet, regia di John D. Hancock

- 1972
  - Sentinels of Silence (Centinelas del silencio), regia di Robert Amram
  - The Rehearsal, regia di Stephen F. Verona
  - Good Morning, regia di Denny Evans e Ken Greenwald

- 1973
  - Norman Rockwell's World... An American Dream, regia di Robert Deubel
  - Frog Story, regia di Ron Satlof
  - Solo, regia di Mike Hoover

- 1974
  - The Bolero, regia di William Fertik
  - Clockmaker, regia di Richard Gayer
  - Life Times Nine, regia di Pen Densham e John Watson

- 1975
  - Les... borgnes sont rois, regia di Michel Leroy e Edmond Séchan
  - Climb, regia di Dewitt Jones
  - The Concert, regia di Claude Chagrin
  - Planet Ocean, regia di George V. Casey
  - The Violin, regia di Andrew Welsh e George Pastic

- 1976
  - Angel and Big Joe, regia di Bert Salzman
  - Conquest of Light, regia di Louis Marcus
  - Dawn Flight, regia di Lawrence M. Lansburgh e Brian Lansburgh
  - A Day in the Life of Bonnie Consolo, regia di Barry J. Spinello
  - Doubletalk, regia di Alan Beattie

- 1977
  - In the Region of Ice, regia di Peter Werner
  - Kudzu, regia di Marjorie Anne Short
  - The Morning Spider, regia di Julian Chagrin
  - Nightlife, regia di Claire Wilbur e Robin Lehman
  - Number One, regia di Dyan Cannon

- 1978
  - I'll Find a Way, regia di Beverly Shaffer
  - The Absent-Minded Waiter, regia di Carl Gottlieb
  - Floating Free, regia di Jerry Butts
  - Notes on the Popular Arts, regia di Elaine Bass e Saul Bass
  - Spaceborne, regia di Philip Dauber

- 1979
  - Teenage Father (Teenage Father), regia di Taylor Hackford
  - A Different Approach (A Different Approach), regia di Jim Belcher e Fern Field
  - Mandy's Grandmother (Mandy's Grandmother), regia di Andrew Sugerman
  - Strange Fruit (Strange Fruit), regia di Seth Pinsker

### 1980
- 1980
  - Board and Care, regia di Ron Ellis
  - Bravery in the Field, regia di Giles Walker
  - Oh Brother, My Brother, regia di Carol Lowell
  - The Solar Film, regia di Elaine Bass e Saul Bass
  - Solly's Diner, regia di Larry Hankin

- 1981
  - The Dollar Bottom, regia di Roger Christian
  - Fall Line, regia di Robert Carmichael
  - A Jury of Her Peers, regia di Sally Heckel

- 1982
  - Violet, regia di Shelley Levinson
  - Couples and Robbers, regia di Clare Peploe
  - First Winter, regia di Cynthia Scott

- 1983
  - A Shocking Accident (A Shocking Accident), regia di James Scott
  - Ballet Robotique (Ballet Robotique), regia di Bob Rogers
  - The Silence (The Silence), regia di Michael Toshiyuki Uno
  - Split Cherry Tree (Split Cherry Tree), regia di Andrej Končalovskij
  - Sredni Vashtar (Sredni Vashtar), regia di Andrew Birkin

- 1984
  - Boys and Girls (Boys and Girls), regia di Don McBrearty
  - Goodie-Two-Shoes (Goodie-Two-Shoes), regia di Ian Emes
  - Overnight Sensation (Overnight Sensation), regia di Jon N. Bloom

- 1985
  - Up (Up), regia di Mike Hoover e Tim Huntley
  - The Painted Door (The Painted Door), regia di Bruce Pittman
  - Tales of Meeting and Parting (Tales of Meeting and Parting), regia di Lesli Linka Glatter

- 1986
  - Molly's Pilgrim (Molly's Pilgrim), regia di Jeffrey D. Brown
  - Graffiti (Graffiti), regia di Dianna Costello
  - Rainbow War (Rainbow War), regia di Bob Rogers

- 1987
  - Precious Images, regia di Chuck Workman
  - Exit, regia di Pino Quartullo e Stefano Reali
  - Love Struck, regia di Fredda Weiss

- 1988
  - Ray's Male Heterosexual Dance Hall , regia di Bryan Gordon
  - Making Waves, regia di Ann Wingate
  - Shoeshine, regia di Tom Abrams

- 1989
  - The Appointments of Dennis Jennings, regia di Dean Parisot
  - Cadillac Dreams, regia di Matia Karrell
  - Gullah Tales, regia di Gary Moss

### 1990
- 1990
  - Work Experience, regia di James Hendrie
  - Amazon Diary, regia di Robert Nixon
  - The Childeater, regia di Jonathan Tammuz

- 1991
  - The Lunch Date, regia di Adam Davidson
  - 12:01 PM, regia di Jonathan Heap
  - Bronx Cheers, regia di Raymond De Felitta
  - Dear Rosie, regia di Peter Cattaneo
  - Senzeni Na?, regia di Bernard Joffa

- 1992
  - Session Man, regia di Seth Winston
  - Birch Street Gym, regia di Stephen Kessler
  - Last Breeze of Summer, regia di Arik Caspi

- 1993
  - Omnibus, regia di Sam Karmann
  - Il canto del cigno (Swan Song), regia di Kenneth Branagh
  - Contact, regia di Jonathan Darby
  - Cruise Control, regia di Matt Palmieri
  - The Lady in Waiting, regia di Christian Taylor

- 1994
  - Schwarzfahrer, regia di Pepe Danquart
  - Down on the Waterfront, regia di Stacy Title
  - The Dutch Master, regia di Susan Seidelman
  - Partners, regia di Peter Weller
  - La Vis, regia di Didier Flamand

- 1995
  - Franz Kafka's It's a Wonderful Life, regia di Peter Capaldi
  - Trevor, regia di Peggy Rajski
  - Kangaroo Court, regia di Sean Astin
  - On Hope, regia di JoBeth Williams
  - Syrup, regia di Paul Unwin

- 1996
  - Lieberman in Love, regia di Christine Lahti
  - Brooms, regia di Luke Cresswell e Steve McNicholas
  - Duke of Groove, regia di Griffin Dunne
  - Little Surprises, regia di Jeff Goldblum
  - Tuesday Morning Ride, regia di Dianne Houston

- 1997
  - Dear Diary, regia di David Frankel
  - De tripas, corazón, regia di Antonio Urrutia
  - Ernst & lyset, regia di Anders Thomas Jensen e Tomas Villum Jensen
  - Esposados, regia di Juan Carlos Fresnadillo
  - Senza parole, regia di Antonello De Leo

- 1998
  - Visas and Virtue, regia di Chris Tashima
  - Dance Lexie Dance, regia di Tim Loane
  - It's Good to Talk, regia di Roger Goldby
  - Skal vi være kærester?, regia di Birger Larsen
  - Wolfgang, regia di Anders Thomas Jensen

- 1999
  - Valgaften, regia di Anders Thomas Jensen
  - La carte postale, regia di Vivian Goffette
  - Culture, regia di Will Speck e Josh Gordon
  - Holiday Romance, regia di J.J. Keith
  - Victor, regia di Joel Bergvall e Simon Sandquist

### 2000
- 2000[7]
  - My Mother Dreams the Satan's Disciples in New York, regia di Barbara Schock
  - Bror, min bror, regia di Henrik Ruben Genz
  - Killing Joe, regia di Mehdi Norowzian
  - Kleingeld, regia di Marc-Andreas Bochert
  - Stora och små mirakel, regia di Marcus Olsson

- 2001[8]
  - Quiero ser (I want to be...), regia di Florian Gallenberger
  - By Courier, regia di Peter Riegert
  - One Day Crossing, regia di Joan Stein
  - Seraglio, regia di Gail Lerner e Colin Campbell
  - Uma Historia de Futebol, regia di Paulo Machline

- 2002[9]
  - The Accountant, regia di Ray McKinnon
  - Copy Shop, regia di Virgil Widrich
  - Gregor's Greatest Invention, regia di Johannes Kiefer
  - A Man Thing, regia di Slawomir Fabicki
  - Speed for Thespians, regia di Kalman Apple

- 2003[10]
  - Der er en yndig mand, regia di Martin Strange-Hansen e Mie Andreasen
  - Fait d'hiver, regia di Dirk Belien e Anja Daelemans
  - J'attendrai le suivant..., regia di Philippe Orreindy e Thomas Gaudin
  - Inja, regia di Steve Pasvolsky e Joe Weathersone

- 2004[11]
  - Two Soldiers, regia di Aaron Schneider
  - The Bridge (Most), regia di Bobby Garabedian
  - The Red Jacket, regia di Florian Baxmeyer
  - Squash, regia di Lionel Bailliu
  - Torsion, regia di Stefan Arsenijevic

- 2005[12]
  - Wasp, regia di Andrea Arnold
  - 7:35 de la mañana, regia di Nacho Vigalondo
  - Everything in This Country Must, regia di Colum McCann
  - Little Terrorist, regia di Ashvin Kumar
  - Two Cars, One Night, regia di Taika Cohen

- 2006[13]
  - Six Shooter, regia di Martin McDonagh
  - Ausreißer, regia di Ulrike Grote
  - Cashback, regia di Sean Ellis
  - Our Time Is Up, regia di Rob Pearlstein
  - Síðasti bærinn í dalnum, regia di Rúnar Rúnarsson

- 2007[14]
  - West Bank Story, regia di Ari Sandel
  - Binta y la gran idea, regia di Javier Fesser
  - Éramos pocos, regia di Borja Cobeaga
  - Helmer & Son, regia di Søren Pilmark
  - The Saviour, regia di Peter Templeman

- 2008[15]
  - Le Mozart des pickpockets, regia di Philippe Pollet-Villard
  - Om natten, regia di Christian E. Christiansen
  - Il supplente, regia di Andrea Jublin
  - Tanghi argentini, regia di Guy Thys
  - The Tonto Woman, regia di Daniel Barber

- 2009[16]
  - Spielzeugland, regia di Jochen Alexander Freydank
  - Auf der Strecke, regia di Reto Caffi
  - Grisen, regia di Tivi Magnusson e Dorthe Warnø Høgh
  - Manon sur le bitume, regia di Elizabeth Marre e Olivier Pont
  - New Boy, regia di Steph Green e Tamara Anghie

### 2010
- 2010[17]
  - The New Tenants, regia di Joachim Back e Tivi Magnusson
  - The Door, regia di Juanita Wilson e James Flynn
  - Instead of Abracadabra, regia di Patrik Eklund e Mathias Fjellström
  - Kavi, regia di Gregg Helvey
  - Miracle Fish, regia di Luke Doolan e Drew Bailey

- 2011[18]
  - God of Love, regia di Luke Matheny
  - The Confession, regia di Tanel Toom
  - The Crush, regia di Michael Creagh
  - Na Wewe, regia di Ivan Goldschmidt
  - Wish 143, regia di Ian Barnes

- 2012[19]
  - The Shore, regia di Terry George e Oorlagh George
  - Pentecost, regia di Peter McDonald e Eimear O'Kane
  - Raju, regia di Max Zähle e Stefan Gieren
  - Time Freak, regia di Andrew Bowler e Gigi Causey
  - Tuba Atlantic, regia di Hallvar Witzø

- 2013[20]
  - Curfew, regia di Shawn Christensen
  - Asad, regia di Bryan Buckley
  - Buzkashi Boys, regia di Sam French
  - Death of a Shadow, regia di Tom Van Avermaet
  - Henry, regia di Yan England

- 2014[21]
  - Helium, regia di Anders Walter e Kim Magnusson
  - Aquel No Era Yo, regia di Esteban Crespo
  - Avant Que De Tout Perdre, regia di Xavier Legrand e Alexandre Gavras
  - Pitääkö Mun Kaikki Hoitaa?, regia di Selma Vilhunen e Kirsikka Saari
  - The Voorman Problem, regia di Mark Gill e Baldwin Li

- 2015[22]
  - The Phone Call, regia di Mat Kirkby
  - Aya, regia di Oded Binnun e Mihal Brezis
  - Boogaloo and Graham, regia di Michael Lennox
  - La lampe au beurre de yak, regia di Wei Hu
  - Parvaneh, regia di Jon Milano

- 2016[23]
  - Stutterer, regia di Benjamin Cleary e Serena Armitage
  - Ave Maria, regia di Basil Khalil
  - Day one, regia di Henry Huges
  - Everything will be ok, regia di Patrick Vollrath
  - Shok, regia di Jamie Donoughue

- 2017[24]
  - Sing, regia di Kristóf Deák e Anna Udvardy
  - Ennemis intérieurs, regia di Sélim Azzazi
  - La femme et la TGV, regia di Timo von Gunten
  - Silent Nights, regia di Aske Bang
  - Turno di notte (Timecode), regia di Juanjo Giménez Peña

- 2018[25]
  - The Silent Child, regia di Chris Overton e Rachel Shenton
  - DeKalb Elementary, regia di Reed Van Dyk
  - The Eleven o'Clock, regia di Derin Seale e Josh Lawson
  - My Nephew Emmett, regia di Kevin Wilson, Jr.
  - Watu Wote/All of Us, regia di Katja Benrath e Tobias Rosen

- 2019[26]
  - Skin, regia di Guy Nattiv
  - Detainment, regia di Vincent Lambe
  - Fauve, regia di Jeremy Comte
  - Marguerite, regia di Marianne Farley
  - Madre, regia di Rodrigo Sorogoyen

### 2020
- 2020[27]
  - The Neighbors' Window, regia di Marshall Curry
  - Ikhwène, regia di Meryam Joobeur
  - Nefta Football Club, regia di Yves Piat
  - Saria, regia di Bryan Buckley
  - Une soeur, regia di Delphine Girard
- 2021[28]
  - Two Distant Strangers, regia di  Travon Free e Martin Desmond Roe
  - The Letter Room, regia di Elvira Lind
  - Feeling Through, regia di Doug Roland
  - White Eye, regia di Tomer Shushan
  - The Present, regia di Farah Nabulsi

- 2022[29]
  - The Long Goodbye, regia di Aneil Karia
  - Ala Kachuu - Take and Run, regia di Maria Brendle e Nadine Lüchinger
  - The Dress, regia di Tadeusz Łysiak e Maciej Ślesicki
  - On My Mind, regia di Martin Strange-Hansen e Kim Magnusson
  - Please Hold, regia di K.D. Dávila e Levin Menekse

- 2023[30]
  - An Irish Goodbye, regia di Tom Berkely e Ross White
  - Ivalu, regia di Anders Walter e Rebecca Pruzan
  - Le pupille, regia di Alice Rohrwacher
  - Nattriken, regia di Eirik Tveiten e Gaute Lid Larssen
  - The Red Suitcase, regia di Cyrus Neshvad
- 2024
  - The Wonderful Story of Henry Sugar, regia di Wes Anderson
  - The After, regia di Misan Harriman e Nicky Bentham
  - Red, White and Blue, regia Nazrin Choudhury e Sara McFarlane
  - Knight of Fortune, regia di Vincent René-Lortie e Samuel Caron
  - Invincible, regia di Vincent René-Lortie e Samuel Caron
- 2025
  - I'm not a robot, regia di Victoria Warmerdam
  - A Lien, regia di Sam e David Cutler-Kreutz
  - Anuja, regia di Adam J. Graves
  - Čovjek koji nije mogao šutjeti, regia di Nebojša Slijepčević
  - The Last Ranger, regia di Cindy Lee